# Vita da Clan
Vita da Clan è un album del cantante Pio pubblicato nel 2014 dalla Tem-Record.

## Tracce
1. Ali blu (Trebbi, Bois)
2. Brucerei (Ingrosso, Verdecchia, Beretta, Del Prete)
3. Canzone d'amore (Trebbi, Drudi)
4. Cavomba (Politanò, Santercole)
5. Dolce tango (Trebbi, Valletta)
6. È inutile davvero (Santercole, Del Prete, Mogol)
7. Frutto acerbo (Trebbi, Valletta, Beretta)
8. Grazie, prego, scusi... (Mogol, Massara, Del Prete)
9. Il menestrello (Trebbi, V. Reitano, P. Fiorello)
10. Il pianista di quella sera (Rondinella, Santercole)
11. L'amore non è blu (Santercole)
12. L'uomo chimico (Trebbi, V. Reitano, P. Fiorello)
13. Nevicava a Roma (Verdecchia, Beretta, Del Prete)
14. Release me (Horris, Yong)
15. Il francobollo tango (Storia d'amore seconda parte) (Trebbi, Drudi)
16. Svalutation (Celentano, Santercole, Beretta, Pallavicini)
17. Tu sei cattiva (Verdecchia, Beretta, Del Prete, Negri)
18. Valentino vai (Trebbi)
19. What a Wonderful World (Weiss, Douglas)